# نمك كور (سدة أراك)
نمك كور (بالفارسية: نمک کور) هي منطقة سكنية تقع في إيران في Sedeh Rural District. يقدر عدد سكانها بـ 376 نسمة بحسب إحصاء 2016.